# Kruisherenklooster (Franeker)

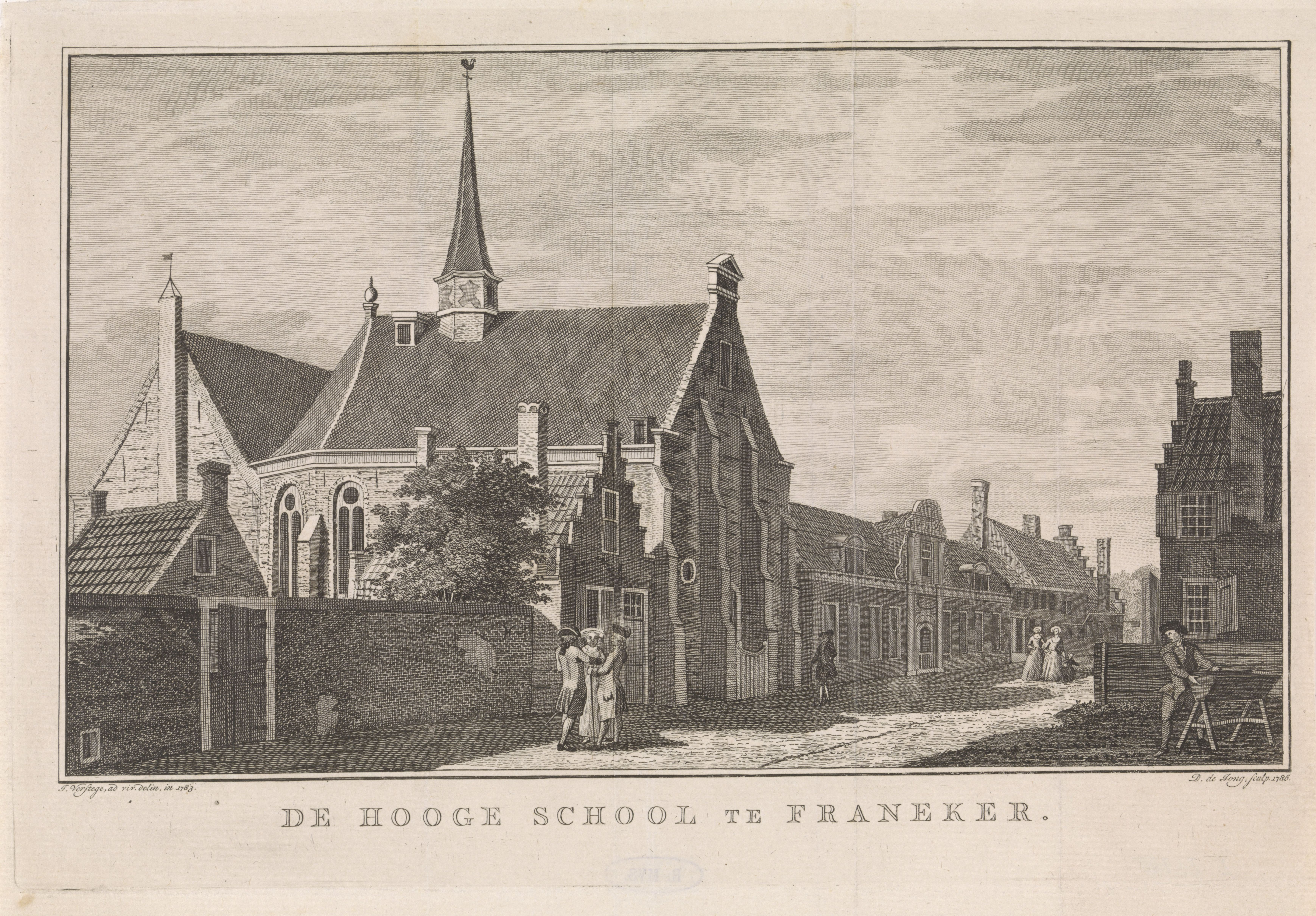
Gezicht op de Gasthuiskerk en kloostercomplex in 1786

Het kruisherenklooster in Franeker was een klooster van de kruisbroeders opgericht in 1468. In 1580 werden de kruisbroeders verdreven en vestigde de Universiteit van Franeker zich in het kloostercomplex.
De orde in Franeker werd in 1468 gesticht door de Arumer priester Syardus Watkens. De stad schonk de aan Maria gewijde gasthuiskerk en de grond ten zuiden daarvan. De kapel van het klooster is in de middeleeuwen gebouwd. De kruisheren legden zich toe op wetenschap en de stadhouder van Friesland stelde voor een universiteit aan het klooster te verbinden. Karel V verwierp dit voorstel. In 1572 viel Franeker in handen van de Geuzen en in 1580 werden de kruisheren uit het klooster verdreven.
In 1585 vestigde zich de universiteit van Franeker in het complex. In 1632 werd een hortus botanicus aangelegd en in 1650 een laboratoriumgebouw met oranjerie voor de hortus ontworpen door landschapsbouwmeester Wilhelmus Ghemmenich. In 1811 werd de universiteit opgeheven en omgezet naar een atheneum illustere.
In 1850 werd het gebouw in gebruik genomen door het Rijkskrankzinnigengesticht voor de opvang van psychiatrische patiënten. In 1869 werd aantasting door zwam- en schimmel geconstateerd aan de zuidkant. Het deel werd in 1870 vervangen door een nieuwe vleugel aan de academiestraat. In 1842 werd het kloosterkerkje afgebroken en het torentje met uurwerk werd verplaatst naar het dak van het kloostergebouw. Bij een restauratie in 1929 en 1940 is de kloosterrondgang verwijderd. Na de Tweede Wereldoorlog is het Psychiatrisch Ziekenhuis Franeker verhuisd naar buiten de stad en fuseerde in 1997 tot GGZ Friesland.
In 1950 zijn in de rand van deze vleugel resten van gevelstenen van de academie ingemetseld. In 1967 zijn de overgebleven gebouwen als rijksmonument ingeschreven. Het gaat om de oranjerie, de vleugel ten tijde van de psychiatrie uit 1870 en een vleugel en vleugelrestant uit 1548 van het voormalige middeleeuwse Kruisbroederklooster met een klok van Geert van Wou. In 2016 werd het oorspronkelijke mechanische uurwerk van de klok teruggevonden en geschonken aan Museum Martena.